# Moczara włoskowata
Moczara włoskowata, żaglik włoskowaty (Dichelyma capillaceum With.) – gatunek mchu należący do rodziny zdrojkowatych.

## Rozmieszczenie geograficzne
Gatunek występuje głównie w Europie i Ameryce Północnej, lecz odnotowany był również w Azji. Powszechny jest na południu Szwecji, stosunkowo liczne stanowiska moczary znajdują się również w Finlandii. Bardzo rozproszone, pojedyncze stanowiska znane są w Niemczech, Francji, Estonii, Rosji, Danii, Włoszech, Rumunii i w Polsce. W Ameryce Północnej gatunek jest najbardziej powszechny na Wschodnim Wybrzeżu Stanów Zjednoczonych i Kanady, oraz w regionie Wielkich Jezior.

## Morfologia
PokrójRośliny osiągają do 20 cm, są żółtawe, zielono-brązowe i szare.
GametofitŁodyżki osiągają długość od 5 do 10 cm, są nieregularnie rozgałęzione. Na szczycie łodyżek zauważalne jest lekkie sierpowate zgięcie. Listki, umieszczone dość swobodnie na łodyżce, mają około 3,5–5,5 mm długości i od 0,3 do 0,5 mm szerokości. Są lancetowate. Z wierzchołka liścia wychodzi fragment żeberka o długości mniej więcej połowy długości blaszki liściowej.
SporofitSeta ma długość od 2 do 5 mm. Zarodnia ma kształt jajowato-wydłużony i mierzy około 1,5 mm długości oraz 0,6 mm szerokości, jest żółta i ukryta między liśćmi perychecjalnymi, ma wieczko o długim dzióbku które mierzy od 0,5 do 1 mm. Zarodniki osiągają od 10 do 15 µm. - Moczara włoskowata na drzewie

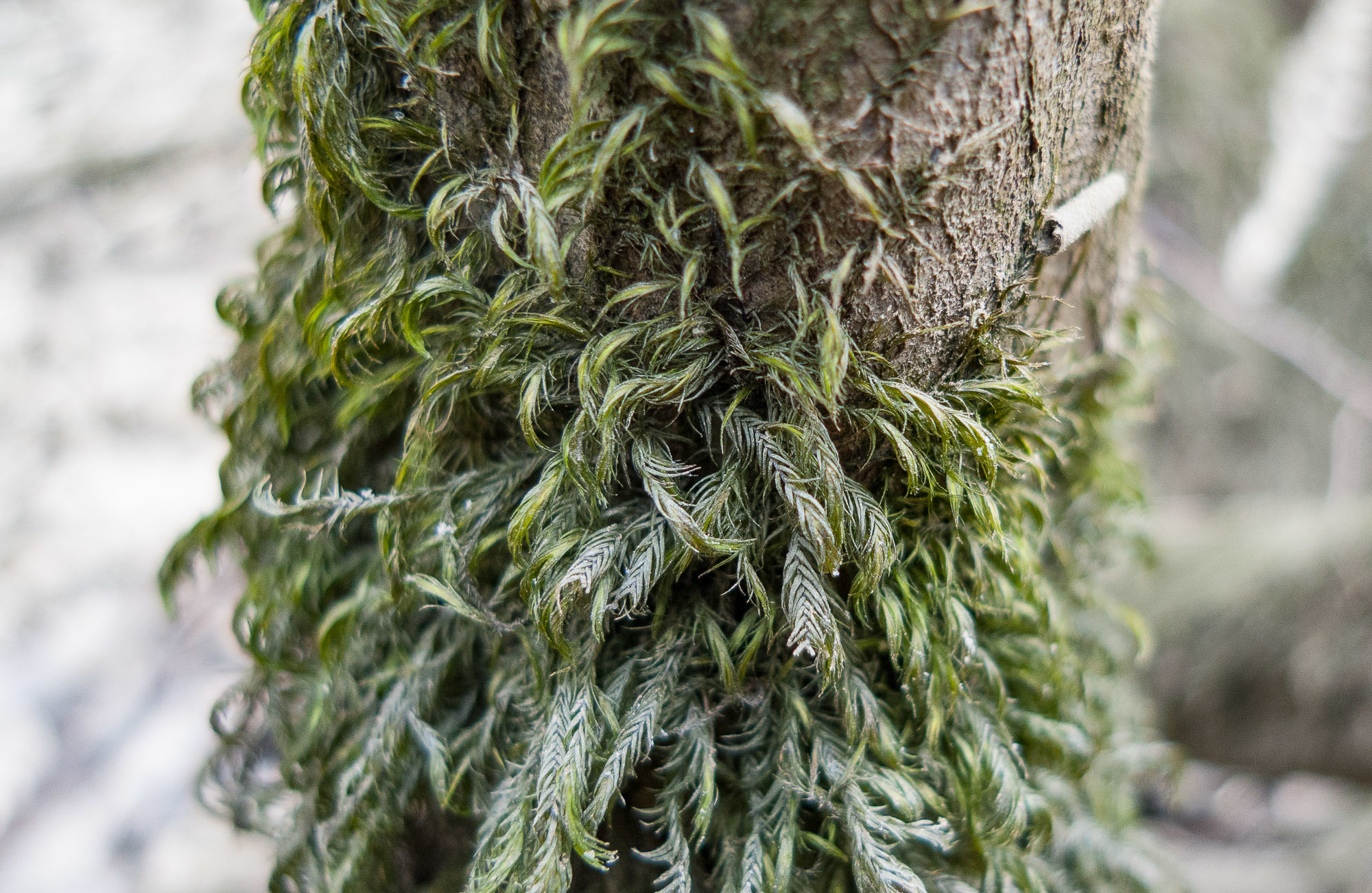
Moczara włoskowata na drzewie
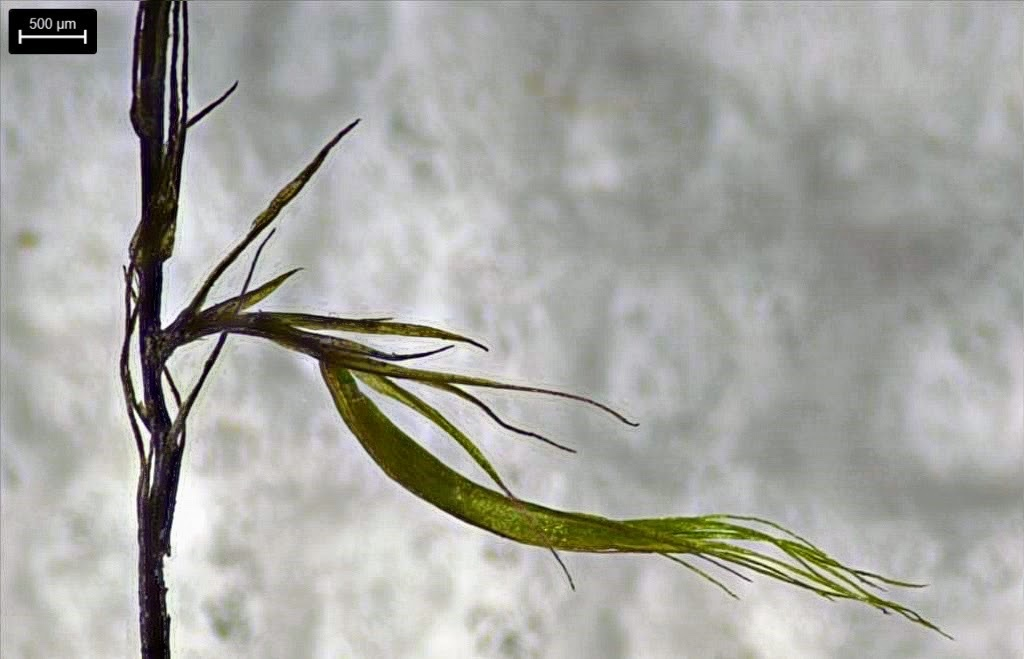
Listek na łodyżce
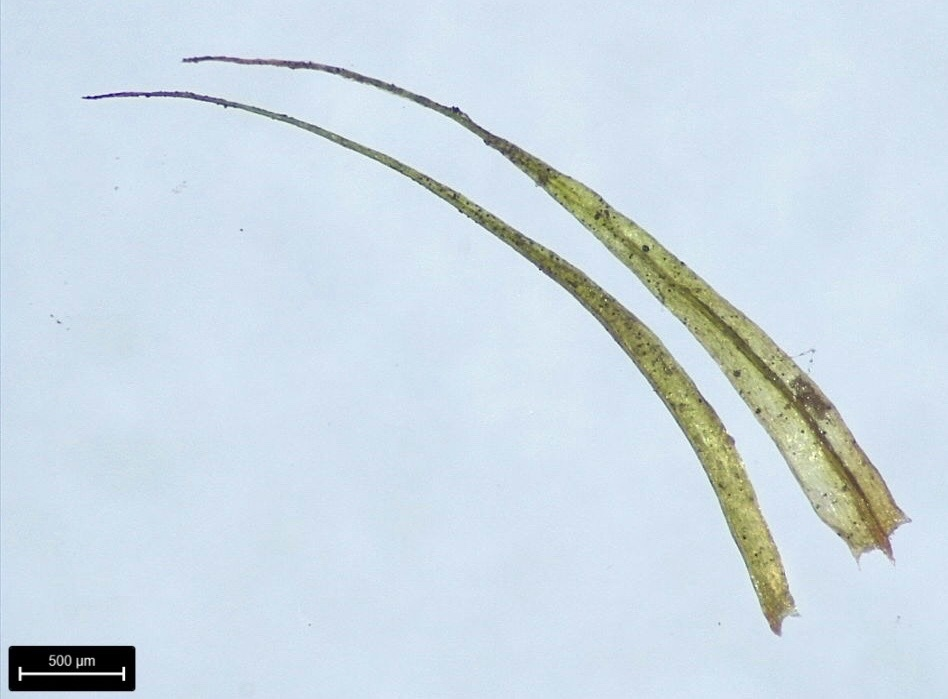
Listek

## Ekologia
Żaglik włoskowaty występuje w małych rzekach, płytkich strumieniach, sadzawkach, obszarach zalewowych i na terenach bagiennych. Zwykle rośnie w wodach wolno płynących lub stagnujących. Tolerancja rośliny na suchość jest dość dobra, siedliska moczary zwykle okresowo wysychają; rzadko rośnie stale zanurzona. Występuje na obszarach granitowych, a także na obszarach z podłożem wapiennym.

## Status i ochrona
W Czerwonej księdze gatunków zagrożonych Międzynarodowej Unii Ochrony Przyrody uznawany jest za gatunek bliski zagrożenia (NT – Near Threatened).
Gatunek objęty jest w Polsce ochroną ścisłą od 2004 r. Jego status ochronny potwierdzony został w Rozporządzeniu Ministra Środowiska z dnia 9 października 2014 w sprawie ochrony gatunkowej roślin.